# Berl Senofsky
Berl Senofsky (19 tháng 4 năm 1926 - 21 tháng 6 năm 2002) là một giáo viên và là nghệ sĩ vĩ cầm cổ điển người Mỹ. Ông hoạt động tích cực trong sự nghiệp của mình vào khoảng thế kỷ 20.

## Tiểu sử
Senofsky sinh ra ở Philadelphia vào năm 1926. Cha mẹ ông là nghệ sĩ vĩ cầm. Họ là cư dân Liên Xô nhưng chuyển đến Hoa Kỳ. Ông bắt đầu học chơi vĩ cầm từ năm 3 tuổi và được dạy bởi cha mình. Tài năng của ông đã được ghi nhận từ rất sớm. Năm 6 tuổi, ông đã giành được học bổng để theo học với Louis Persinger. Ở tuổi 12, ông đã giành được học bổng tại trường âm nhạc Juilliard với Ivan Galamian.

## Sự nghiệp
Senofsky từng phục vụ quân đội trong Thế chiến thứ hai. Sau cuộc chiến, ông ra mắt công chúng tại Thành phố New York và giành chiến thắng trong Cuộc thi William Naumburg năm 1946. Ngay sau đó, anh bắt đầu biểu diễn với Dàn nhạc giao hưởng Cleveland dưới sự chỉ đạo của nhạc trưởng George Szell. Ông là bè phó của Dàn nhạc Cleveland từ năm 1951 đến năm 1955. Năm 1955, ông trở thành người Mỹ đầu tiên giành chiến thắng trong Cuộc thi Nữ hoàng Elisabeth, một cuộc thi quốc tế tại Bỉ. Sau đó, ông trở thành thành viên ban giám khảo của cuộc thi và đi lưu diễn nhiều nơi và quốc tế, bao gồm Úc, Châu Phi, Châu Âu, Nam Mỹ, Hoa Kỳ, Liên Xô và Đông Á. Tại Hoa Kỳ, Senofsky đã biểu diễn cùng với Dàn nhạc giao hưởng New York, Dàn nhạc giao hưởng Hoa Kỳ, Dàn nhạc giao hưởng Chicago, Dàn nhạc giao hưởng Los Angeles, Dàn nhạc giao hưởng Pittsburgh và những dàn nhạc khác.
Senofsky là giảng viên tại Nhạc viện Peabody ở Baltimore và giảng dạy từ năm 1965 đến năm 1996. Trong thời gian này, ông đã có một buổi biểu diễn tại Thư viện Quốc hội Hoa Kỳ, được thu âm và phát hành sau đó. Ông là người thành lập Quỹ Quốc tế Nghệ sĩ Hoa Kỳ, là tổ chức chuẩn bị cho các nghệ sĩ vĩ cầm trẻ tham gia cuộc thi. Năm 1983, ông được Nhạc viện Thượng Hải mời đến Trung Quốc để giảng dạy, biểu diễn và bắt đầu một chương trình âm nhạc.
Năm 1999, ông được giới thiệu trong một bộ phim tài liệu về các nhạc sĩ nổi tiếng mà sự nghiệp sau này của họ đã bỏ xa ánh đèn sân khấu. Ông được coi là một giáo viên "được nhiều người kính trọng" và được Newsweek gọi là "anh hùng âm nhạc Mỹ". Học sinh của ông cũng nhiều lần biểu diễn trong các dàn nhạc giao hưởng lớn. Ông chơi cây vĩ cầm của Balestrieri 1771 và một cây vĩ cầm của Landolfi 1757. Khi còn trẻ, Senofsky có sở thích đặc biệt với thể thao và bóng đá. Những năm sau này, ông thích tụ tập với bạn bè.
Senofsky qua đời vì các biến chứng của bệnh tim và phổi vào ngày 21 tháng 6 năm 2002 ở tuổi 76 tại nhà riêng ở Baltimore, bang Maryland.